# ハイホーク
ハイホーク (High Hawk) はアイルランド生産、イギリス調教の競走馬。ローマ賞（イタリアG1）など3か国で重賞を4勝。繁殖牝馬としてブリーダーズカップ・ターフなどG1競走を3勝したインザウイングスなどを輩出した。
「シェイク・モハメド（モハメド殿下）」の通称で知られる大馬主ムハンマド・ビン＝ラーシド・アール＝マクトゥーム（現ドバイ首長）の初期の所有馬であり、第3回ジャパンカップにも出走している。

## 経歴
- 馬齢は日本の旧表記で記述する。

非常に小柄かつ細身な馬で、近親に目立った活躍馬もいなかったことから、2歳時に出品されたイヤリングセールにおいて、3万1000ギニー（約1100万円）の安値でシェイク・モハメドに落札された。競走馬としてデビューした当初も凡庸な馬で、3歳時の2戦はいずれも着外、初勝利を挙げたのは4歳になってからだった。そこから2連勝したものの続く準重賞の二戦を勝つことができず、レベルの高い地元イギリスのクラシック競走は避け、イタリアのオークスに向かった。するとここで優勝馬から僅差の2着と健闘した後、地元に戻りG2リブルスデールステークスで重賞を初制覇。次走アイリッシュオークスでは地元アイルランドのギブサンクスに敗れたが2着となった。
秋になると、パークヒルステークス（英G2）、ロワイヤリュー賞（仏G3）、ローマ賞と、三カ国のいずれも距離12ハロン以上の長距離重賞を3連勝。この後は日本中央競馬会からの招待を受け、引退レースとして当時新興の国際競走だったジャパンカップに出走した。迎える日本馬には、この年の春秋の天皇賞優勝馬アンバーシャダイとキョウエイプロミス、宝塚記念優勝馬ハギノカムイオーなどが顔を揃えていたが、前2回のジャパンカップではいずれも日本馬は大敗しており、他の招待馬と照らし合わせてもその実績が抜けていたことから、ハイホークは4歳の牝馬ながら1番人気に支持された。しかしレースでは直線の手前から早々に失速し、16頭立ての13着と惨敗を喫した。この時、ある競馬関係者が「残念な結果でしたね」と馬主席のシェイク・モハメドに声を掛けると、モハメドは「こういう事があるのも競馬です。またジャパンカップに馬を連れてきますよ」と言って笑ったという。
これをもって競走馬を引退し繁殖牝馬となったハイホークは、英仏米のG1競走に優勝したインザウイングスをはじめ、グレフュール賞（仏G2）の優勝馬で、種牡馬として一時日本でも繋養されたハンティングホーク、ショードネイ賞（仏G2）などフランスで重賞3勝のモロゾフ、ダービートライアルステークス（英G3）の優勝馬ホーカーズニュース等の活躍馬を送り出し、母として大きな成功を収めた。中でもインザウイングスは種牡馬としても優秀な成績を収め、その代表産駒シングスピールは第16回ジャパンカップに出走し、ファビラスラフインを競り落として優勝。祖母の敗戦から13年越しでジャパンカップを制覇し、馬主のシェイク・モハメドも雪辱を果たした。

## 馬齢別競走成績
- 2歳-2戦0勝
- 3歳-11戦6勝（ローマ賞、パークヒルステークス、ロワイヤリュー賞、リブルスデールステークス）

## 血統表
| ハイホークの血統ミルリーフ系 / Nearco5×5=6.25% | ハイホークの血統ミルリーフ系 / Nearco5×5=6.25% | ハイホークの血統ミルリーフ系 / Nearco5×5=6.25% | （血統表の出典）     | （血統表の出典） |
| 父 Shirley Heights 1975 鹿毛 イギリス          | 父の父Mill Reef 1968 栗毛 イギリス             | Never Bend                                     | Nasrullah            | Nasrullah        |
| 父 Shirley Heights 1975 鹿毛 イギリス          | 父の父Mill Reef 1968 栗毛 イギリス             | Never Bend                                     | Lalun                |                  |
| 父 Shirley Heights 1975 鹿毛 イギリス          | 父の父Mill Reef 1968 栗毛 イギリス             | Milan Mill                                     | Princequillo         | Princequillo     |
| 父 Shirley Heights 1975 鹿毛 イギリス          | 父の父Mill Reef 1968 栗毛 イギリス             | Milan Mill                                     | Virginia Water       |                  |
| 父 Shirley Heights 1975 鹿毛 イギリス          | 父の母Hardiemma 1969 鹿毛 イギリス             | *ハーディカヌート Hardicanute                  | *ハードリドン        | *ハードリドン    |
| 父 Shirley Heights 1975 鹿毛 イギリス          | 父の母Hardiemma 1969 鹿毛 イギリス             | *ハーディカヌート Hardicanute                  | Harvest Maid         |                  |
| 父 Shirley Heights 1975 鹿毛 イギリス          | 父の母Hardiemma 1969 鹿毛 イギリス             | Grand Cross                                    | Grandmaster          | Grandmaster      |
| 父 Shirley Heights 1975 鹿毛 イギリス          | 父の母Hardiemma 1969 鹿毛 イギリス             | Grand Cross                                    | Blue Cross           |                  |
| 母 Sunbittern 1970 芦毛 イギリス               | 母の父*シーホーク Sea Hawk 1963 芦毛 フランス  | Herbager                                       | Vandale              | Vandale          |
| 母 Sunbittern 1970 芦毛 イギリス               | 母の父*シーホーク Sea Hawk 1963 芦毛 フランス  | Herbager                                       | Flagette             |                  |
| 母 Sunbittern 1970 芦毛 イギリス               | 母の父*シーホーク Sea Hawk 1963 芦毛 フランス  | Sea Nymph                                      | Free Man             | Free Man         |
| 母 Sunbittern 1970 芦毛 イギリス               | 母の父*シーホーク Sea Hawk 1963 芦毛 フランス  | Sea Nymph                                      | Sea Spray            |                  |
| 母 Sunbittern 1970 芦毛 イギリス               | 母の母Pantoufle 1964 鹿毛 イギリス             | *パナスリッパー Panaslipper                    | Solar Slipper        | Solar Slipper    |
| 母 Sunbittern 1970 芦毛 イギリス               | 母の母Pantoufle 1964 鹿毛 イギリス             | *パナスリッパー Panaslipper                    | Panastrid            |                  |
| 母 Sunbittern 1970 芦毛 イギリス               | 母の母Pantoufle 1964 鹿毛 イギリス             | Etoile de France                               | Arctic Star          | Arctic Star      |
| 母 Sunbittern 1970 芦毛 イギリス               | 母の母Pantoufle 1964 鹿毛 イギリス             | Etoile de France                               | Miss France F-No.9-e |                  |

父シャーリーハイツは1978年のエプソムダービー、アイリッシュダービーの優勝馬。日本ではロゼカラーの父としても知られている。母サンビターンはイギリスで3勝を挙げており、競走馬として大成を見た産駒はハイホークのみだったが、別の牝駒セリーマ、ハイターンの産駒に、それぞれ カナディアンインターナショナルステークスなど重賞4勝のインファミー、1998年のエプソムダービー優勝馬ハイライズがおり、名牝系の祖となっている。またハイホーク自身の孫に、2007年のカボーグ賞（仏G3）優勝馬アレクサンドロス、曾孫に2020年のサマーチャンピオン優勝馬サヴィがいる。